# That's So Raven
That's So Raven (conocida como Es tan Raven en Hispanoamérica y Raven en España) es una serie de televisión estadounidense de comedia sobrenatural. Debutó en Disney Channel el 17 de enero de 2003, y terminó su carrera el 10 de noviembre de 2007. El programa tiene dos series derivadas, Cory in the House y Raven's Home. La serie fue nominada en 2005 y 2007 por los Premios Emmy a la Programación Infantil Excepcional. Es una de las series más exitosas de Disney Channel.
El programa estaba ambientado en San Francisco y giraba alrededor de la adolescente Raven Baxter, interpretado por Raven-Symoné, sus amigos Eddie (Orlando Brown) y Chelsea (Anneliese van der Pol), sus familiares; Madre Tanya Baxter (T'Keyah Crystal Keymáh) padre Víctor Baxter (Rondell Sheridan) y hermano Cory (Kyle Massey). El personaje del título se basó en sus poderes psíquicos, ingenio y talento como diseñador de moda, así como una variedad de disfraces para entrar y salir de situaciones divertidas de adolescentes y preadolescentes.
Reanudación de los episodios transmitidos en el segmento de la mañana del sábado de ABC Kids de la red de transmisión ABC de propiedad de Disney en los Estados Unidos hasta el 27 de agosto de 2011, cuando el bloque fue descontinuado. No se hizo ningún anuncio en cuanto a si el programa obtendría los lanzamientos completos de la temporada en DVD. Eso es Así que Raven obtuvo calificaciones más altas que cualquier otro programa de Disney Channel y también es el primer show en la historia del canal de Disney para hacer la marca de 100 episodios.
En octubre de 2016, Raven-Symoné anunció el desarrollo de una derivación. Symoné repetirá su papel como Raven Baxter, que ahora será una madre soltera con dos hijos, uno que tiene visiones psíquicas. Symone también ha declarado que Anneliese Van Der Pol regresará como Chelsea. La serie se estrenó el 21 de julio de 2017 después del estreno de la película Descendants 2.

## Trama
La serie trata sobre Raven Baxter, una chica que tiene una habilidad psíquica secreta que le permite experimentar visiones breves de eventos futuros. Ella va al colegio con sus amigos Chelsea Daniels y Eddie Thomas. Tiene un hermano menor llamado Cory Baxter, un aspirante a empresario, sus padres son Victor y Tanya Baxter. 
Víctor inicialmente trabaja en un restaurante como chef y en la segunda temporada abre su propio restaurante llamado "The Chill Grill". Raven puede ver lo que el futuro depara, siempre siendo situaciones malas, que intentará evitar a toda costa. En la cuarta temporada, Raven, diseñadora de aspiración, alcanza el sueño, y comienza a trabajar para la diseñadora Donna Cabonna, intentando sobrevivir a la recelosa secretaria de Donna, Tiffany.
Cada episodio está dividido en diversos segmentos, mientras que Raven u otros personajes se ocupan de situaciones. Raven es sobre todo el foco de la historia, y los episodios también se centran en las visiones que ella experimenta. Las visiones implican generalmente a Raven mientras piensa alrededor de un punto particular a tiempo. Después de que ocurran las visiones, una de dos cosas sucederá: los intentos de Raven para evitarla solo harán que ocurra la verdad, o el resultado se afecta de cierta manera. Hay también algunos episodios que dan una sensación de una comedia o de una variedad del bosquejo, tal como una secuencia musical y están parada para arriba comedia.

## Episodios
Cuando Disney Channel produjo las series El Famoso Jett Jackson, Qué raro, Mano a mano y Lizzie McGuire, todas las series acabaron en una línea de 65 capítulos, sin excepciones. Pero debido a la popularidad del programa, la producción de capítulos de That's So Raven se limitó a 78 capítulos. Eso hizo que su popularidad creciera todavía más, lo que permitió lanzar una 4.º temporada con límite de 100 capítulos. 
| Temporada | Temporada | Episodios | Episodios | Emisión original      | Emisión original         | Emisión original |
| Temporada | Temporada | Episodios | Episodios | Primera emisión       | Última emisión           | Cadena           |
| --------- | --------- | --------- | --------- | --------------------- | ------------------------ | ---------------- |
|           | 1         | 21        | 21        | 17 de enero de 2003   | 5 de marzo de 2003       | Disney Channel   |
|           | 2         | 22        | 22        | 3 de octubre de 2003  | 24 de septiembre de 2004 | Disney Channel   |
|           | 3         | 35        | 35        | 1 de octubre de 2004  | 16 de enero de 2006      | Disney Channel   |
|           | 4         | 22        | 22        | 20 de febrero de 2006 | 10 de noviembre de 2007  | Disney Channel   |

### Crossover con The Suite Life de Zack & Cody y Hannah Montana
El episodio "Checkin 'Out"(Modelos por un día en España) es la primera parte de un crossover de tres vías que continúa en The Suite Life de Zack & Cody y concluye en Hannah Montana. Raven Baxter se encuentra con Zack y Cody mientras visitaba el Hotel Tipton para hacer una sesión fotográfica promoviendo una línea de moda para los niños. Durante su estancia, Raven perturba a Cody con una visión psíquica y London Tipton se niega a interesarse por uno de los diseños de ropa de Raven hasta que Hannah Montana llega y muestra interés.

## Elenco

### Principales
- Raven-Symoné como Raven Baxter, es una joven que heredó los poderes psíquicos de su abuela materna, está apasionada por la moda, a veces es algo egocéntrica, y no piensa en los demás. Raven-Symoné continuó con su papel en el segundo spin-off de la serie, Raven's Home.
- Orlando Brown como Edward "Eddie" Thomas, es el mejor amigo de Raven y Chelsea, es un aspirante a rapero.
- Kyle Massey como Cory Baxter, el hermano menor de Raven, obsesionado con el dinero. Massey es el protagonista del primer spin-off de la serie, Cory en la Casa Blanca.
- Anneliese van der Pol como Chelsea Daniels, la mejor amiga de Raven y Eddie, es artista empedernida y algo despistada. Van der Pol continuó con su papel en el segundo spin-off de la serie, Raven's Home.
- T'Keyah Crystal Keymáh como Tanya Baxter (temporadas 1-3), la responsable y carismática madre de Raven y Cory. Era ama de casa hasta que se fue a estudiar leyes en Reino Unido.
- Rondell Sheridan como Victor Baxter, el padre de Raven y Cory, es un chef y más tarde abre su negocio llamado The Chill Grill. Sheridan repite su papel en Cory en la Casa Blanca y tiene un aparición especial en Raven's Home.

### Secundarios
- Rose Abdoo como la Señorita Rodríguez (temporadas 1-4), la maestra de español de Raven, Chelsea y Eddie; y la patrocinadora del periódico Bayside Barracudian.
- Wesley Mann como el señor Lawler (temporadas 1-2), maestro de la secundaria a la que asisten los protagonistas.
- Amy Hill como la señora DePaulo (temporadas 1-2), maestra de los protagonistas.
- Joshua Harto como Ben Sturky (temporada 1)
- Brian George como Dr. Sleevemore (temporada 1)
- Lil J como Devon Carter (temporadas 2-4), el principal interés amoroso de Raven, y más tarde su novio. Devon y Raven se llegaron a casar y posteriormente se divorciaron, confirmado en Raven's Home, en donde Lil J retoma su papel.
- Adrienne Bailon como Alana Rivera (temporada 2), la antigua mejor amiga de Raven, ahora su rival. Alana no aparece en posteriores temporadas debido a que sus padres la enviaron a una escuela militar.
- Ashley Eckstein como Muffy (temporadas 2-4), una de las amigas de Alana, cuyo rol es de recordar los eventos importantes.
- Andrea Edwards como Loca (temporadas 2-4), una de las amigas de Alana, una chica alta, con la que nadie quisiera meterse. Sin embargo, su personalidad es diferente, demostrado ser genuina e incluso llegando a tener una amistad con Raven y sus amigos.
- David Henrie como Larry (temporadas 2-4), amigo de Cory, es un chico judío y toca la guitarra.
- Frankie Ryan como William (temporadas 2-4), amigo de Cory, un chico inteligente y amante de los patos.
- Drew Sidora como Chantel (temporadas 2-3), la novia de Eddie.
- Bobb'e J. Thompson como Stanley (temporadas 3-4), es el pequeño vecino de Eddie, tiene una enemistad con Eddie y Cory y está obsesionado con Raven.
- Jordyn Coleman como Cindy (temporada 3-4), la novia de Cory
- Juliette Goglia como Sierra (temporada 3)
- Erica Rivera como Bianca (temporada 3), la rival de Raven en la tercera temporada, que toma el lugar de Chantel en su grupo de amigas.
- Cody Linley como Daryl (temporada 3)
- Mary Jo Catlett como la señora Applebaum (temporada 3)
- Sydney Park como Sydney (temporada 4), una chica del Centro comunitario de Bayside.
- Anne-Marie Johnson como Donna Cabonna (temporada 4), es una renombrada mundialmente diseñadora de modas y la arrogante jefa de Raven.
- Jodi Shilling como Tiffany (temporada 4), la asistente personal de Donna y nemesis de Raven.

### Invitados
- Niecy Nash como Madame Cassandra / Shirley (temporada 1)
- Brenda Song como Amber (temporada 1)
- Jenifer Lewis como Vivian Baxter (temporada 1)
- Haylie Duff como Katina (temporada 2)
- Michael Copon como Ricky (temporadas 3-4), miembro de Boyz 'N motion.
- Ryan Hansen como JJ (temporadas 3-4), miembro de Boyz 'N motion.
- Columbus Short como Trey (temporadas 3-4), miembro de Boyz 'N motion.
- Giovonnie Samuels como Betty Jane (temporada 3)
- Yvette Nicole Brown como Monica (temporada 3)
- Kym Whitley como Vicky (temporada 3)
- Jackée Harry como Dava (temporada 3)
- Cole Sprouse como Cody Martin (temporada 4)
- Dylan Sprouse como Zack Martin (temporada 4)
- Phill Lewis como el señor Mosby (temporada 4)
- Kathy Najimy como Lora Stelladora (temporada 4)
- Karly Rothenberg como la señora Valentine (temporada 4)
- Rachel G. Fox como Buffy (temporada 4)

## Producción
El nombre del personaje principal cambió varias veces antes de la producción, comenzando con Dawn Baxter en un programa llamado El Futuro en mi. Los nombres cambiaron a Rose Baxter en un programa llamado Absolutely Psychic pero finalmente se establecieron en Raven Baxter cuando la actriz Raven-Symoné ganó la parte principal, con el programa titulado That's So Raven. Symoné audicionó originalmente para el papel de mejor amiga, Chelsea. Raven-Symoné fue acreditada simplemente como "Raven" a lo largo de la serie.
La demostración filmó un episodio especial del piloto el 12 de abril de 2001 y la primera estación fue filmada del 9 de noviembre de 2001 al junio de 2002.  La primera temporada se estrenó en Family Channel en Canadá en diciembre de 2001, en Disney Channel UK en septiembre de 2002 y en los Estados Unidos en enero de 2003.
Eso es así que Raven fue responsable de muchas primicias para Disney Channel: la serie fue la serie de mejor calificación en la historia de Disney Channel y la primera serie para reunir a más de tres millones de espectadores. Es la tercera serie original de Disney Channel, la primera serie de Disney Channel en llegar a 100 episodios, la primera serie de Disney Channel en producir un spin-off (Cory in the House) y una de las primeras cuatro series en vivo de acción original El plomo y la mayoría de los personajes principales de apoyo son minorías (The Famous Jett Jackson, Cory en la Casa Blanca, y KC Undercover siendo los otros).
Además, también fue la primera comedia de Disney Channel en ser filmada, usar un formato de múltiples cámaras, para ser filmada delante de un público de estudio o usar una pista de risa y usar la película simulada Look creado por FilmLook, Inc. (todos los cuales se han convertido en estándar en todas las comedias de Disney Channel, aunque una aparición 'filmada' fue dada a todas las comedias de video grabadas en el canal producidas a partir de 2009, Siendo producido en alta definición).
Las tres primeras temporadas fueron producidas por Brookwell McNamara Entertainment. La compañía se fue más tarde al final de la temporada 3, siendo reemplazada por Warren & Rinsler Productions. Raven-Symoné recibió un crédito de productor por la cuarta y última temporada de la serie, con el crédito llamado "That So Productions". Se convirtió en la primera serie de Disney Channel en crear un spin-off, Cory en la Casa Blanca, que siguió a su hermano menor, Cory, ya que su papá se convirtió en el jefe de cocina para el presidente de los Estados Unidos, haciendo que ambos se trasladaran a Washington D. C..
En la cuarta temporada de That's So Raven y en Cory en la Cámara, Victor declara que Tanya (T'Keyah Crystal Keymáh) está en Inglaterra estudiando para ser abogada. El show rodó sus últimos episodios en enero de 2006, pero no todos fueron transmitidos hasta un año más tarde, con la serie de aire de ventilación en marzo de 2007 y el segundo episodio pasado que se muestra en noviembre.

### Secuencia de apertura
La canción del tema del programa fue escrita por John Coda, quien también compuso las señales musicales para significar cambios de escena y saltos comerciales para esta serie, así como Even Stevens. Fue producido por Jeffrey "Def Jef" Fortson y Christopher B. Pearman y fue interpretado por Raven-Symoné, Anneliese van der Pol y Orlando Brown.
Cada temporada tenía créditos iniciales compuestos de imágenes de los episodios de esa temporada. Cada temporada también hizo una excepción a la pauta al mostrar imágenes de las temporadas anteriores, la mayoría del tiempo cuando era necesario. Por ejemplo, si las imágenes que se muestran son de los personajes bailando, entonces se mostrará el material de un personaje o caracteres. Cuando originalmente se transmitió, la segunda temporada siguió la pauta, pero cuando comenzó la tercera temporada, los créditos iniciales de la segunda temporada fueron inexplicablemente reemplazados por los créditos de apertura de la tercera temporada para retransmisiones diurnas y posterior sindicación.
Cada secuencia de apertura, antes de ir a la tarjeta de título, siempre terminó con el elenco principal juntos (en clips que no eran parte de ningún episodio). Las temporadas uno, dos y tres eran de los Baxters sentados en su sofá de la sala de estar, y la cuarta era de los Baxters (con la excepción de Tanya), Eddie y Chelsea bajando por las escaleras de la sala de Baxters.
Al final de los créditos de apertura, Raven se encuentra al lado de la tarjeta de título y dice: "Sí, ese soy yo". Esto permaneció en la cuarta temporada, excepto con una nueva adición. El eslogan de Raven "Oh, Snap!" Fue doblada justo antes de que ella dice: "Sí, ese soy yo".
Raven-Symoné realiza la mayor parte del tema, mientras que Brown realiza un rap cerca del final del tema y algunas voces dispersas en el comienzo del tema. Anneliese van der Pol canta el título del espectáculo en el coro. Una versión completa de este tema fue escuchada en un video musical que fue transmitido unos meses antes del estreno de los Estados Unidos en los Estados Unidos y también puede ser escuchado en la primera banda sonora del programa, lanzada en 2004.
En Disney Channel Asia, se hizo una versión asiática de la canción del programa. El video de la música debutó el 17 de enero de 2007, de espaldas con el 100 ° episodio de That's So Raven. También se emitió en China en CCTV como 那 是 因此 掠夺.

### Estreno anticipado
En zonas fuera de Estados Unidos, la serie se estrenó en diferentes fechas. En Reino Unido, en junio del 2002, había sido estrenado el piloto Prueba de Amistad. Incluso en Latinoamérica había sido estrenado el piloto el 28 de septiembre del 2002. Luego, ese año, se estrenaron los episodios La Madre Más Estimada, el 18 de octubre y Fiesta de Animales, el 25 de diciembre.
En España se estrenó en 2003 bajo en título " De-mente" el primer capítulo, poco después se cambió por "Raven".

### Hito de la 1.º temporada en 2004
El estreno del último episodio de la primera temporada, Ver para no querer creerlo, correctamente tendría su estreno previsto para diciembre del 2003, pero debido a la importancia de la fecha por el especial de Halloween de Disney Channel, se suspendió la fecha de estreno del episodio Santo Clauscape, al 5 de diciembre de ese año. En lugar de esos episodios se estrenaron los episodios Fuera de Control, el 3 de octubre, No Tengas Una Vaca, el 17 de octubre y Corre Raven, Corre, el 7 de noviembre. Esos episodios abrieron la 2.º temporada, que se pausó hasta el 1 de enero del 2004, con el estreno de Uniformes Importados. El episodio Ansiedad de Separación, fue estrenado el 19 de diciembre del 2003, y finalmente, Ver para no querer creerlo cerró la temporada el 5 de marzo del 2004.

### Hito de la serie en 2007
En 2007, se produjo un largo hito de la 4.º temporada, entre el último estreno de un capítulo de la serie, Nuestra Manera De Ser, entre el 2 de marzo del 2007, y Donde Hay Humo, el 10 de noviembre. Esto se debe a los constantes retrasos de la serie. Varias fechas se propusieron para estrenar el último capítulo, entre ellas, el 30 de marzo, el 21 de abril y el 26 de mayo. Finalmente, hasta octubre del 2007, se había decidido que el episodio nunca sería estrenado, hasta la fijación de la fecha en la que se estrenó.

### Estreno del episodio final
Originalmente, Nuestra Manera De Ser, iba a ser estrenado como el final de la serie. Sería transmitido el 30 de marzo del 2007. Fue sustituido ya que el canal no lo consideró un buen final. Se decidió transmitir Donde Hay Humo como final, pero dejó más inseguros al canal de transmitir el episodio. Otra idea que se había tenido para dejar el episodio final fijado, era que De La Sopa A Las Nueces fuera el final.

### Estreno alterado
En Latinoamérica, Donde Hay Humo fue estrenado el 11 de abril del 2007, como el episodio n.º 98. Nuestra Manera De Ser se estrenó como el episodio n.º 99 de la serie, el 12 de abril. El último episodio de la serie considerado en Latinoamérica es De La Sopa A Las Nueces, estrenado el 29 de mayo, considerado por los fanes latinoamericanos como un final bueno, pero no el decidido.

### El Gran Zumbido
Es el episodio n.º 52 de la serie, perteneciente a la 3.º temporada. En este episodio, Raven quisiera ganar el certamen de la Mejor Vestida de Bayside High, enfrentándose a Jordache Hilltoper, la hija de un diseñador de moda, que está muy a la moda. Se rumorea que el episodio no ha sido estrenado aún en algunas zonas del mundo.

## Mercancía

### DVD
Cada uno de los siguientes DVD tiene episodios de la serie y otros contenidos:

#### Estilo Supernatural
- Episodios:
  - Si Tan Sólo Tuviera Un Trabajo
  - Él Tiene El Poder
  - Eso No Es Tan Raven
  - Conmoción Boyz'

- Contenido especial:
  - Videoclip — Supernatural (Interpretado por Raven-Symoné).
  - Videoclip — Es Tan Raven (Interpretado por Raven-Symoné, Orlando Brown y Anneliese van der Pol).

#### Cerca del Límite
- Episodios:
  - Atacaso Artístico
  - Primos del Campo, Pt.1
  - Primos del Campo, Pt.2
  - Parrilla Vecina

- Contenido especial:
  - Maestra de los Disfraces — Video especial.
  - Comentarios de Escenas Seleccionadas Vistas.

#### La Fiesta en la Casa de Raven
- Episodios:
  - Las Oportunidades Ahora Explotan
  - Mucha Presión
  - Doble Visión
  - Los Cuatro Ases

- Contenido especial:
  - Visión Imposible — Episodio bonus track.
  - Trivia de Radio de Es Tan Raven.
  - Comentarios de Escenas Seleccionadas Vistas.

#### Locura de Cambios
- Episodios:
  - Bolos A La Moda
  - Aventuras De Jeferas
  - ¡Cambia Mi Espacio!
  - Proveer Sin Tener

- Contenido especial:
  - Cuando 6021 Conoció a 4267 — Episodio bonus track.
  - ¿Piensas Que Conoces A Raven? — Video especial.
  - Sneak Peak de The Cheetah Girls 2

#### Festivos de Disney Channel(Aparición de episodios)
- Episodios:
  - Santa Cláusula de Escape

#### That's So Suite Life Of Hannah Montana(Aparición de episodios)
- Episodios:
  - ¡Compruébalo!
  - That's So Suite Life of Hannah Montana

### CD
- That's So Raven
- That's So Raven Too!

### Muñecas
Desde el 2005, 2 muñecas de That's So Raven han salido al mercado.

### Videojuegos
- Es Tan Raven, para Game Boy Advance
- Es Tan Raven 2, para Game Boy Advance
- Es Tan Raven: Psíquica en Escena, de Nintendo DS
- Es Tan Raven: ¡Errores de Makeover!, de Nintendo DS

### Libros
- Lo Que Ves Es Lo Que Tienes
- Rescátame
- En Raven Creemos
- Levántate
- Deseo de Familia
- Dos Bienes Son Una Verdad
- Cuéntalo Tal Como Es
- Divas Al Combate
- Tiempo de Muestra
- Psíquicada
- Blues del Novio
- Se Mío
- El Trato Real
- Raven Rebelde
- Superestrella
- Fiesta de Casa
- Reina De Corazones
- Raven Rockea
- El Problema Con Los Chicos (En Cine-Manga)

### Otras mercancías
Se lanzó una fragancia de la serie, un reproductor de MP3 y una línea de cosméticos en septiembre del 2005. En la tienda de Macy's, se lanzó una línea de ropa, mercadería producto de la serie.

## Spin-offs y series relativas
That's So Raven tuvo tanta fama en varios lugares del mundo. Cuando la producción de la serie llegaba a su fin con el episodio n.º 65, pero tanta fue la popularidad del programa, que se decidió limitar a 78 los capítulos de la serie. La fama aumento mucho más, pero eso solo empeoró las cosas, logrando una época de incapacitación, en la que se pensaba la solución al problema, por lo que se abrió una 4.º temporada, que entró al humor psicológico. Raven renovó varios aspectos de su vida. Solo se observa humor físico de esta temporada en algunos episodios. En eso, la serie tuvo mucha popularidad más, por lo que la producción se vio obligada a pensar en otra forma de entretener a su público. Decidieron hacer un spin-off de la serie. Esto significa, una serie basada en los acontecimientos de otra. En el documento también se incluye el historial de los conceptos eliminados para ideas de spin-offs de That's So Raven.

### Cory en la Casa Blanca: El Spin-Off
Cory en la Casa Blanca, es el primer spin-off de una serie de Disney Channel por fin realizado, después de proyectos fallidos de otras series, como Stevie Sánchez, el proyecto spin-off de Lizzie McGuire. Los personajes son Cory y Victor Baxter de That's So Raven. Ellos se mudan a Washington D. C., aprovechando que Victor consigue el empleo de Chef Personal del presidente Richard Martínez. En el colegio se hace amigo de Newton Livingston IV, un chico de una familia de generaciones políticas, y Meena Paroom, la hija del embajador de la nación (ficticia) de Bahavia, Raum Paroom. De la misma forma, Cory debe lidiar con la hija del presidente, Sophie. La historia se desarrolla mientras Raven está en la Universidad y Tanya se encuentra realizando unos estudios en Londres.
Sin embargo, fue rumoreado que Raven solo sería un personaje secundario en la serie, debido a que Raven estará en la universidad (además de que Raven-Symoné — Raven Baxter en la serie — estuvo muy ocupada en su nuevo CD).
La serie se estrenó el 12 de enero del 2007 en Estados Unidos y se estrenó en Latinoamérica el 26 de mayo, conjunto con la película Jump In! en horario especial, el mismo que hubo en su estreno en Estados Unidos. Actualmente la serie fue cancelada, se cree, debido al bajo índice de audiencia.

### Continuación
En 2011, para promocionar su última película Vampires Suck, Anneliese van der Pol reveló en una entrevista que una película de That's So Raven había sido escrita pero no pudo entrar en producción. "El argumento nos vio ir a Francia. Raven Iba a comenzar una línea de moda en Francia. Eddie y Chelsea iban a volar y conocerla. Por supuesto, algo trágico sucede. Van der Pol admitió que el calendario de Raven en ese momento estaba reservado por un año y la posibilidad de la película parecía improbable. "Pero no, no está sucediendo nunca. Si escucho algo, seré el primero en firmar ". También comentó sobre la reprensión de su papel de Chelsea Daniels.
Ocho años después de que la serie terminó, hubo especulaciones y rumores de que la serie tendría un segundo spin-off o renovación. El 14 de agosto de 2015, una reunión con Raven y sus ex coestrellas ocurrió en The View, donde se discutieron todas las cosas sobre el espectáculo y los tiempos pasados. Cristal Keymah y Sheridan no estaban presentes, pero recibió una mención especial de Symoné misma.
El 27 de octubre de 2016, se anunció que Raven-Symoné protagonizará y desarrollará una secuela de la serie original. En la nueva serie, Raven Baxter será una madre divorciada de dos preadolescentes, Nia y Booker. Booker heredará las habilidades psíquicas de su madre durante la secundaria. Raven salió como anfitriona de The View más tarde en 2016 con el fin de trabajar en la serie a tiempo completo. En noviembre de 2016, se anunció que Anneliese van der Pol repetirá su papel de Chelsea Daniels en la serie como una madre divorciada que está criando a un hijo, Levi, y se muda con Raven. Actualmente el casting se ha sometido a la hija de Raven.

### Raven's Home
Finalmente, en 2016 Raven-Symoné anunció la producción de un nuevo spin-off, donde su personaje, junto con el de Anneliese van der Pol volverían, esta vez como madres divorciadas de 3 niños (2 de Raven y 1 de Chelsea), y uno de ellos tendían las habilidades psíquicas de Raven. En 2017 se pone en marcha el proyecto, confirmando que Booker (el hijo de Raven) heredaría el poder de ver el futuro como su madre. En mayo de 2017, es revelado el título oficial de la nueva serie: Raven's Home (aún se desconoce si tendrá traducción al español), y las semanas siguientes son revelados, vía internet, el tráiler y algunos clips.
La serie fue estrenada el 21 de julio de 2017, coincidiendo así, con el estreno también de Descendientes 2.

### Ideas descartadas

#### Mejores Días
Tras crearse el episodio Directo A Hollywood, éste se decidió usar como piloto para el spin-off planificado de That's So Raven, Mejores Días, que tendría como estrellas a Alyson Stoner, Allie Grant y Skyler Samuels. El show se trataba de Ally Parker (Alyson Stoner), una joven actriz que trata de ir a la escuela como una persona normal.
La idea más tarde fue desechada, pero sirvió de trama para la serie Hannah Montana, reemplazando ciertos datos, por ejemplo; Miley es cantante, oculta su identidad, y la idea de actor fue utilizada para los capítulos de Hannah Montana que abarca el historial del actor Jake Ryan en la escuela de Miley. Además, Alyson Stoner y Allie Grant tienen roles recurrentes (Stoner como Max, y Grant como Agnes) en The Suite Life of Zack and Cody, y Skyler Samuels está concentrada en otros roles.

#### Raven Otra Vez
Fue una idea que proponía las historias de Raven, Eddie y Chelsea en la universidad. La idea fue desechada más tarde, debido a que varios de los actores comentaron no poder mantenerse mucho tiempo interpretando sus roles respectivos en la serie, aunque la idea de que Raven, Eddie y Chelsea entraran a la universidad se planteó en Cory en la Casa Blanca.

#### Donna Cabonna
También otra idea que los productores tuvieron para hacer un spin-off de That's So Raven era acerca de una serie llamada Donna, que trataría acerca de la diseñadora Donna Cabonna, haciendo una parodia entre "Dolce & Gabbana" y Donna Karan. La trama envolvía a Donna necesitando un nuevo interno, debido a que Raven abandona el puesto por la universidad, y tanta era la desesperación, que contrató la primera chica que camino hasta su oficina. El nombre de la chica era "Symoné", por el nombre de la actriz Raven-Symoné, pero no conocía mucho acerca de la moda. Se suponía que Symoné fue contratada por equivocación por Donna, pero también temía que Donna renunciara a la moda. La serie fue supuestamente hecha para ser protagonistas a Anne-Marie Johnson (Donna) y Jodi Shilling (Tiffany, la asistente), tratando de enseñarle a Symoné más de moda, e iba a ser estrenado en ABC, pero la idea también se desechó por tener una trama parecida a la teleserie Ugly Betty.

#### Chelsea Daniels of the Diamonds
Se pensó en crear un spin-off protagonizado por Anneliese van der Pol, nunca se llegó a dar un tema concreto de la serie, ni tampoco se ha desechado por completo. Sin embargo, el 15 de agosto del 2009, Anneliese Van Der Pol publicó en su Twitter que Chelsea Daniels of the Diamons era todo un rumor. Esto es lo que la actriz publicó: 'Lo siento, chicos, pero Chelsea Daniels of the Diamonds es un rumor total! Pronto os informaré de algunas cosas!'.

## Premios y nominaciones
| Año  | Premiación                 | Categoría                                                                       | Nominado                                                     | Resultado      |
| ---- | -------------------------- | ------------------------------------------------------------------------------- | ------------------------------------------------------------ | -------------- |
| 2003 | BAFTA Children's Awards    | Internacional                                                                   | That's So Raven                                              | Nominados      |
| 2004 | BET Comedy Awards          | Mejor Actriz Protagónica en Una Serie de Comedia                                | Raven-Symoné                                                 | Nominada       |
| 2004 | BET Comedy Awards          | Mejor serie de Comedia                                                          | That's So Raven                                              | Nominados      |
| 2004 | Gracie Allen Awards        | Mejor Programa Infantil/Adolescente                                             | That's So Raven                                              | Ganadores      |
| 2004 | NAACP Image Awards         | Mejor Actuación en Un Programa Juvenil/Infantil                                 | Raven-Symoné                                                 | Ganadora       |
| 2004 | Kids Choice Awards         | Estrella de TV Femenina Favorita                                                | Raven-Symoné                                                 | Ganadora       |
| 2004 | NAMIC Vision Awards        | Mejor Actuación de Comedia                                                      | Raven-Symoné                                                 | Nominada       |
| 2004 | NAMIC Vision Awards        | Mejor Programa Infantil                                                         | That's So Raven                                              | Nominados      |
| 2004 | Teen Choice Awards         | Mejor Actriz de TV: Comedia                                                     | Raven-Symoné                                                 | Nominada       |
| 2004 | Teen Choice Awards         | Mejor Show de TV: Comedia                                                       | That's So Raven                                              | Nominados      |
| 2004 | Young Artist Awards        | Mejor Actuación en Una Serie de TV (Comedia o Drama) - Actor Joven Protagónico  | Kyle Massey                                                  | Nominado       |
| 2004 | Young Artist Awards        | Mejor Actuación en Una Serie de TV (Comedia o Drama) - Actriz Joven Protagónica | Raven-Symoné                                                 | Nominada</ref> |
| 2005 | BET Comedy Awards          | Mejor Actriz Protagónica en Una Serie de Comedia                                | Raven-Symoné                                                 | Nominada       |
| 2005 | BET Comedy Awards          | Mejor serie de Comedia                                                          | That's So Raven                                              | Nominados      |
| 2005 | Casting Society of America | Mejor Casting - Programa Infantil                                               | Joey Paul Jensen                                             | Ganador        |
| 2005 | Genesis Awards             | Mejor Programa Infantil                                                         | That's So Raven                                              | Ganadores      |
| 2005 | Gracie Allen Awards        | Mejor Femenina Protagónica en Una Comedia                                       | Raven-Symoné                                                 | Ganadora       |
| 2005 | NAACP Image Awards         | Mejor Actuación en Una Serie/Especial Juvenil/Infantil                          | Raven-Symoné                                                 | Ganadora       |
| 2005 | Kids Choice Awards         | Actriz de TV Favorita                                                           | Raven-Symoné                                                 | Ganadora       |
| 2005 | NAMIC Vision Awards        | Mejor Actuación de Comedia                                                      | Raven-Symoné                                                 | Nominada       |
| 2005 | NAMIC Vision Awards        | Mejor Programa Infantil                                                         | That's So Raven                                              | Nominados      |
| 2005 | Primetime Emmy Awards      | Mejor Programa Infantil                                                         | That's So Raven                                              | Nominados      |
| 2005 | Teen Choice Awards         | Mejor Actriz de TV: Comedia                                                     | Raven-Symoné                                                 | Nominada       |
| 2005 | Teen Choice Awards         | Mejor Show de TV: Comedia                                                       | That's So Raven                                              | Nominados      |
| 2005 | Young Artist Awards        | Mejor Actuación en Una Serie de televisión - Actor Joven Invitado               | Christopher Malpede                                          | Ganador        |
| 2005 | Young Artist Awards        | Mejor Elenco Joven en Una Serie de TV                                           | Orlando Brown Kyle Massey Anneliese van der Pol Raven-Symoné | Ganadores      |
| 2006 | Casting Society of America | Mejor Casting - Programa de TV Infantil                                         | Joey Paul Jensen                                             | Nominado       |
| 2006 | NAACP Image Awards         | Mejor Actuación en Una Serie o Especial Juvenil/Infantil                        | Raven-Symoné                                                 | Ganadora       |
| 2006 | NAACP Image Awards         | Mejor Dirección en Una Serie de Comedia                                         | Eric Dean Seaton                                             | Nominado       |
| 2006 | Kids Choice Awards         | Actriz de TV Favorita                                                           | Raven-Symoné                                                 | Nominada       |
| 2006 | Kids Choice Awards         | Programa de TV Favorito                                                         | That's So Raven                                              | Nominados      |
| 2006 | NAMIC Vision Awards        | Mejor Actuación de Comedia                                                      | Raven-Symoné                                                 | Nominada       |
| 2006 | NAMIC Vision Awards        | Mejor Programa Infantil                                                         | That's So Raven                                              | Ganadores      |
| 2006 | Teen Choice Awards         | TV - Mejor Actriz: Comedia                                                      | Raven-Symoné                                                 | Nominada       |
| 2006 | Young Artist Awards        | Mejor serie Familiar de Televisión (Comedia)                                    | That's So Raven                                              | Nominados      |
| 2007 | NAACP Image Awards         | Mejor Actriz en Una Serie de Comedia                                            | Raven-Symoné                                                 | Nominada       |
| 2007 | NAACP Image Awards         | Mejor Actuación en Un Programa Juvenil/Infantil - Serie o Especial              | Kyle Massey                                                  | Nominado       |
| 2007 | NAACP Image Awards         | Mejor Actuación en Un Programa Juvenil/Infantil - Serie o Especial              | Raven-Symoné                                                 | Ganadora       |
| 2007 | NAACP Image Awards         | Mejor Programa Infantil                                                         | That's So Raven                                              | Ganadores      |
| 2007 | Kids Choice Awards         | Actriz de TV Favorita                                                           | Raven-Symoné                                                 | Nominada       |
| 2007 | NAMIC Vision Awards        | Mejor Programa Infantil                                                         | That's So Raven                                              | Ganadores      |
| 2007 | Primetime Emmy Awards      | Mejor Programa Infantil                                                         | That's So Raven                                              | Nominados      |
| 2007 | Writers Guild of America   | Episodio Infantil                                                               | Deborah Swisher (Episodio Fur Better or Worse)               | Nominados      |
| 2007 | Young Artist Awards        | Mejor Actuación en Una Serie de TV (Comedia o Drama) - Actor Joven Protagónico  | Kyle Massey                                                  | Ganador        |
| 2008 | NAACP Image Awards         | Mejor Actuación en Un Programa Juvenil/Infantil - (Serie o Especial)            | Raven-Symoné                                                 | Ganadora       |
| 2008 | NAACP Image Awards         | Mejor Programa Infantil                                                         | That's So Raven                                              | Ganadores      |
| 2008 | Kids Choice Awards         | Actriz de TV Favorita                                                           | Raven-Symoné                                                 | Nominada       |
| 2008 | NAMIC Vision Awards        | Mejor Actuación - Comedia                                                       | Raven-Symoné                                                 | Nominada       |